# Liste des titres musicaux numéro un en Allemagne en 2013
Cette page liste les titres numéro un dans les meilleures ventes de disques en Allemagne pour l'année 2013 selon Media Control Charts.
Les classements sont issus des 100 meilleures ventes de singles et des 100 meilleures ventes d'albums. Ils se déroulent du vendredi au jeudi, et sont publiés le mardi par l'industrie musicale allemande.

## Classement des singles
| №  | Date         | Artiste                            | Titre                 |
| -- | ------------ | ---------------------------------- | --------------------- |
| 1  | 4 janvier    | Rihanna                            | Diamonds              |
| 2  | 11 janvier   | Psy                                | Gangnam Style         |
| 3  | 18 janvier   | will.i.am & Britney Spears         | Scream & Shout        |
| 4  | 25 janvier   | will.i.am & Britney Spears         | Scream & Shout        |
| 5  | 1er février  | will.i.am & Britney Spears         | Scream & Shout        |
| 6  | 8 février    | will.i.am & Britney Spears         | Scream & Shout        |
| 7  | 15 février   | will.i.am & Britney Spears         | Scream & Shout        |
| 8  | 22 février   | will.i.am & Britney Spears         | Scream & Shout        |
| 9  | 1er mars     | will.i.am & Britney Spears         | Scream & Shout        |
| 10 | 8 mars       | will.i.am & Britney Spears         | Scream & Shout        |
| 11 | 15 mars      | will.i.am & Britney Spears         | Scream & Shout        |
| 12 | 22 mars      | Passenger                          | Let Her Go            |
| 13 | 29 mars      | Passenger                          | Let Her Go            |
| 14 | 5 avril      | Passenger                          | Let Her Go            |
| 15 | 12 avril     | Passenger                          | Let Her Go            |
| 16 | 19 avril     | Passenger                          | Let Her Go            |
| 17 | 26 avril     | Pink feat. Nate Ruess              | Just Give Me a Reason |
| 18 | 3 mai        | Pink feat. Nate Ruess              | Just Give Me a Reason |
| 19 | 10 mai       | Capital Cities                     | Safe and Sound        |
| 20 | 17 mai       | Capital Cities                     | Safe and Sound        |
| 21 | 24 mai       | Beatrice Egli                      | Mein Herz             |
| 22 | 31 mai       | Daft Punk feat. Pharrell Williams  | Get Lucky             |
| 23 | 7 juin       | Daft Punk feat. Pharrell Williams  | Get Lucky             |
| 24 | 14 juin      | Robin Thicke feat. T.I. & Pharrell | Blurred Lines         |
| 25 | 21 juin      | Robin Thicke feat. T.I. & Pharrell | Blurred Lines         |
| 26 | 28 juin      | Robin Thicke feat. T.I. & Pharrell | Blurred Lines         |
| 27 | 5 juillet    | Robin Thicke feat. T.I. & Pharrell | Blurred Lines         |
| 28 | 12 juillet   | Cro                                | Whatever              |
| 29 | 19 juillet   | Avicii                             | Wake Me Up!           |
| 30 | 26 juillet   | Avicii                             | Wake Me Up!           |
| 31 | 2 août       | Avicii                             | Wake Me Up!           |
| 32 | 9 août       | Avicii                             | Wake Me Up!           |
| 33 | 16 août      | Avicii                             | Wake Me Up!           |
| 34 | 23 août      | Avicii                             | Wake Me Up!           |
| 35 | 30 août      | Avicii                             | Wake Me Up!           |
| 36 | 6 septembre  | Avicii                             | Wake Me Up!           |
| 37 | 13 septembre | Avicii                             | Wake Me Up!           |
| 38 | 20 septembre | Avicii                             | Wake Me Up!           |
| 39 | 27 septembre | Jason Derülo feat. 2 Chainz        | Talk Dirty            |
| 40 | 4 octobre    | Jason Derülo feat. 2 Chainz        | Talk Dirty            |
| 41 | 11 octobre   | Jason Derülo feat. 2 Chainz        | Talk Dirty            |
| 42 | 18 octobre   | James Blunt                        | Bonfire Heart         |
| 43 | 25 octobre   | Klingande                          | Jubel                 |
| 44 | 1er novembre | Avicii                             | Hey Brother           |
| 45 | 8 novembre   | Klingande                          | Jubel                 |
| 46 | 15 novembre  | Klingande                          | Jubel                 |
| 47 | 22 novembre  | Klingande                          | Jubel                 |
| 48 | 29 novembre  | Klingande                          | Jubel                 |
| 49 | 6 décembre   | Klingande                          | Jubel                 |
| 50 | 13 décembre  | Klingande                          | Jubel                 |
| 51 | 20 décembre  | Faul & Wad Ad feat. Pnau           | Changes               |
| 52 | 27 décembre  | Pitbull feat. Kesha                | Timber                |

## Classement des albums
| №  | Date         | Artiste               | Titre                             |
| -- | ------------ | --------------------- | --------------------------------- |
| 1  | 4 janvier    | Mrs. Greenbird (de)   | Mrs. Greenbird                    |
| 2  | 11 janvier   | Helene Fischer        | Für einen Tag - Live 2012         |
| 3  | 18 janvier   | Mrs. Greenbird        | Mrs. Greenbird                    |
| 4  | 25 janvier   | Andrea Berg           | Abenteuer - 20 Jahre Andrea Berg  |
| 5  | 1er février  | Andrea Berg           | Abenteuer - 20 Jahre Andrea Berg  |
| 6  | 8 février    | Matthias Reim         | Unendlich                         |
| 7  | 15 février   | Heino                 | Mit freundlichen Grüßen           |
| 8  | 22 février   | Kollegah & Farid Bang | Jung, brutal, gutaussehend 2      |
| 9  | 1er mars     | Heino                 | Mit freundlichen Grüßen           |
| 10 | 8 mars       | Heino                 | Mit freundlichen Grüßen           |
| 11 | 15 mars      | Heino                 | Mit freundlichen Grüßen           |
| 12 | 22 mars      | David Bowie           | The Next Day                      |
| 13 | 29 mars      | Justin Timberlake     | The 20/20 Experience              |
| 14 | 5 avril      | Depeche Mode          | Delta Machine                     |
| 15 | 12 avril     | Depeche Mode          | Delta Machine                     |
| 16 | 19 avril     | Volbeat               | Outlaw Gentlemen and Shady Ladies |
| 17 | 26 avril     | Prinz Pi              | Kompass ohne Norden               |
| 18 | 3 mai        | Frei.Wild             | Feinde deiner Feinde              |
| 19 | 10 mai       | Deep Purple           | Now What?!                        |
| 20 | 17 mai       | Reinhard Mey          | Dann mach's gut                   |
| 21 | 24 mai       | Santiano              | Mit den Gezeiten                  |
| 22 | 31 mai       | Daft Punk             | Random Access Memories            |
| 23 | 7 juin       | Tim Bendzko           | Am seidenen Faden                 |
| 24 | 14 juin      | Xavier Naidoo         | Bei meiner Seele                  |
| 25 | 21 juin      | Black Sabbath         | 13                                |
| 26 | 28 juin      | Die Amigos            | Im Herzen jung                    |
| 27 | 5 juillet    | Genetikk              | D.N.A.                            |
| 28 | 12 juillet   | Frida Gold            | Liebe ist meine Religion          |
| 29 | 19 juillet   | RAF 3.0               | Hoch 2                            |
| 30 | 26 juillet   | Shindy                | NWA                               |
| 31 | 2 août       | Powerwolf             | Preachers of the Night            |
| 32 | 9 août       | Hansi Hinterseer      | Heut' ist Dein Tag                |
| 33 | 16 août      | Alligatoah            | Triebwerke                        |
| 34 | 23 août      | Helge Schneider       | Sommer, Sonne, Kaktus!            |
| 35 | 30 août      | Saltatio Mortis       | Das schwarze IXI                  |
| 36 | 6 septembre  | Eko Fresh             | Eksodus                           |
| 37 | 13 septembre | Schiller              | Opus                              |
| 38 | 20 septembre | Andrea Berg           | Atlantis                          |
| 39 | 27 septembre | Die Ärzte             | Die Nacht der Dämonen - live      |
| 40 | 4 octobre    | Andrea Berg           | Atlantis                          |
| 41 | 11 octobre   | Casper                | Hinterland                        |
| 42 | 18 octobre   | Helene Fischer        | Farbenspiel                       |
| 43 | 25 octobre   | Helene Fischer        | Farbenspiel                       |
| 44 | 1er novembre | Helene Fischer        | Farbenspiel                       |
| 45 | 8 novembre   | Prince Kay One        | Rich Kidz                         |
| 46 | 15 novembre  | Eminem                | The Marshall Mathers LP 2         |
| 47 | 22 novembre  | Eminem                | The Marshall Mathers LP 2         |
| 48 | 29 novembre  | Robbie Williams       | Swings Both Ways                  |
| 49 | 6 décembre   | Frei.Wild             | Still                             |
| 50 | 13 décembre  | Sido                  | 30-11-80                          |
| 51 | 20 décembre  | Robbie Williams       | Swings Both Ways                  |
| 52 | 27 décembre  | Robbie Williams       | Swings Both Ways                  |

## Hit-Parade de l'année
| Singles | Albums |
| --- | --- |
| 1. Avicii – Wake Me Up 2. Robin Thicke feat. T.I. + Pharrell – Blurred Lines 3. Will.i.am & Britney Spears – Scream & Shout 4. Daft Punk feat. Pharrell Williams – Get Lucky 5. Passenger – Let Her Go 6. Macklemore & Ryan Lewis feat. Ray Dalton – Can’t Hold Us 7. Macklemore & Ryan Lewis feat. Wanz – Thrift Shop 8. Capital Cities – Safe and Sound 9. Imagine Dragons – Radioactive 10. Naughty Boy feat. Sam Smith – La La La 11. James Arthur – Impossible 12. Pink feat. Nate Ruess – Just Give Me a Reason 13. Klingande – Jubel 14. The Script feat. Will.i.am – Hall of Fame 15. Sido – Bilder im Kopf 16. Justin Timberlake – Mirrors 17. Sportfreunde Stiller – Applaus, Applaus 18. Avicii – Hey Brother 19. Icona Pop feat. Charli XCX – I Love It 20. Olly Murs – Dear Darlin’ | 1. Helene Fischer – Farbenspiel 2. Robbie Williams – Swings Both Ways 3. Andrea Berg – Atlantis 4. Santiano – Mit den Gezeiten 5. Andrea Berg – Abenteuer – 20 Jahre Andrea Berg 6. Helene Fischer – Best Of 7. Depeche Mode – Delta Machine 8. Volbeat – Outlaw Gentlemen and Shady Ladies 9. Santiano – Bis ans Ende der Welt 10. Heino – Mit freundlichen Grüßen 11. Pink – The Truth About Love 12. Beatrice Egli – Glücksgefühle 13. Eminem – The Marshall Mathers LP 2 14. Tim Bendzko – Am seidenen Faden 15. Sportfreunde Stiller – New York, Rio, Rosenheim 16. Passenger – All the Little Lights 17. Xavier Naidoo – Bei meiner Seele 18. Black Sabbath – 13 19. Die Toten Hosen – Ballast der Republik 20. Casper – Hinterland |